# Ксифос
Ксифос, иногда зифос (др.-греч. ξίφος) — прямой обоюдоострый меч длиной около 60 см. Остриё ярко выраженное, клинок листообразный. Ксифос был распространён в основном у греков. Использовался в основном гоплитами, реже македонскими фалангитами. Позже меч распространился среди различных племен варваров на Апеннинах.
Считается, что ксифос происходит от бронзовых мечей позднемикенского периода. Бронзовые мечи этого периода имели тонкий обоюдоострый клинок длиной около 80 см, но примерно в IX веке до нашей эры для изготовления мечей стали использовать железо, клинок стали делать шире и короче.
Рукоять изготовлялась из бронзы. Ножны были деревянными с накладками из меди.